# Грушківське лісництво
Гру́шківське лісництво — структурний підрозділ Кам'янського лісового господарства Черкаського обласного управління лісового та мисливського господарства.
Офіс знаходиться у c. Грушківка, Кам'янський район, Черкаська область.

## Лісовий фонд
Лісництво охоплює ліси Кам'янського району.

## Об'єкти природно-заповідного фонду
У віданні лісництва перебувають об'єкти природно-заповідного фонду:
- ботанічні заказники місцевого значення Грушківський, Непівська балка.